# Nigerian Railway Corporation
La Nigerian Railway Corporation è la società pubblica che gestisce il trasporto ferroviario in Nigeria.

## Storia
Mazi Jetson Mwakwo, allora direttore della NRC, si lamentava nel 2008 che il sistema ferroviario in Nigeria soffriva di una mancanza di sostegno politico. Mentre la NRC aveva 45.000 dipendenti tra il 1954 e il 1975, impiegava solo 6.516 persone nel 2008 Mwakwo ha sottolineato che nessun nuovo vagone era stato acquistato dal 1993 e che in alcuni casi era in servizio materiale rotabile vecchio fino a 60 anni. L'infrastruttura permette velocità fino a 35 km/h.
NRC ha registrato entrate record di 2,12 miliardi di naira (circa 4,664 milioni di euro) nella prima metà del 2021, con un aumento del 31% rispetto allo stesso periodo del 2019, che ha registrato le precedenti entrate record. All'interno di questo, le entrate dal trasporto merci erano in calo, con guadagni provenienti principalmente dal trasporto passeggeri tra Lagos e Ibadan sul nuovo scartamento standard.

## Linee ferroviarie
Nessuna delle linee della NRC è elettrificata. 157 chilometri sono a doppio binario. Questi si trovano tra Lagos e Ibadan. Le linee ferroviarie sono per lo più costruite con rotaie con un peso al metro di 29,8 kg, 34,7 kg o 39,7 kg. In totale, la rete NRC è lunga quasi 4.000 chilometri. Il governo sta considerando di convertire la rete di binari esistente da scartamento cape a scartamento standard.

### Linee a scartamento del Capo (1.067mm)
La Nigerian Railway Corporation gestisce una rete di 3.505 chilometri di linee a scartamento del Capo.
La linea ferroviaria orientale di 1.443 km da Port Harcourt a Maiduguri è in costruzione dal 9 marzo 2021. I lavori di costruzione comprendono la ristrutturazione o la ricostruzione delle linee esistenti. Il progetto include anche nuove linee secondarie per Owerri e Damaturu, aumentando la lunghezza totale a 2.044 km. Il completamento è previsto per il 2024.
I finanziamenti per la linea ferroviaria Lagos-Calabar lungo la costa nigeriana da costruire sotto la gestione cinese sono stati rilasciati all'inizio del 2021, ma l'inizio della costruzione sembra essere ritardato a una data dopo le elezioni generali nigeriane nel 2023.
La linea per Gusau è stata chiusa da quando un ponte è crollato nel 2002.
La rete NRC non si collega ancora alla rete ferroviaria degli stati vicini. Tuttavia, nel febbraio 2021, con messa in servizio prevista nel 2023, è iniziata la costruzione di una linea a scartamento ridotto da Kano a Maradi, la seconda città più grande del Niger, sotto gli auspici della portoghese Mota-Engil SGPS SA, che sarà una delle prime linee ferroviarie in Niger. La rete della NRC non si collega ancora alla rete ferroviaria degli stati vicini.

### Binario a scartamento standard (1.436mm)

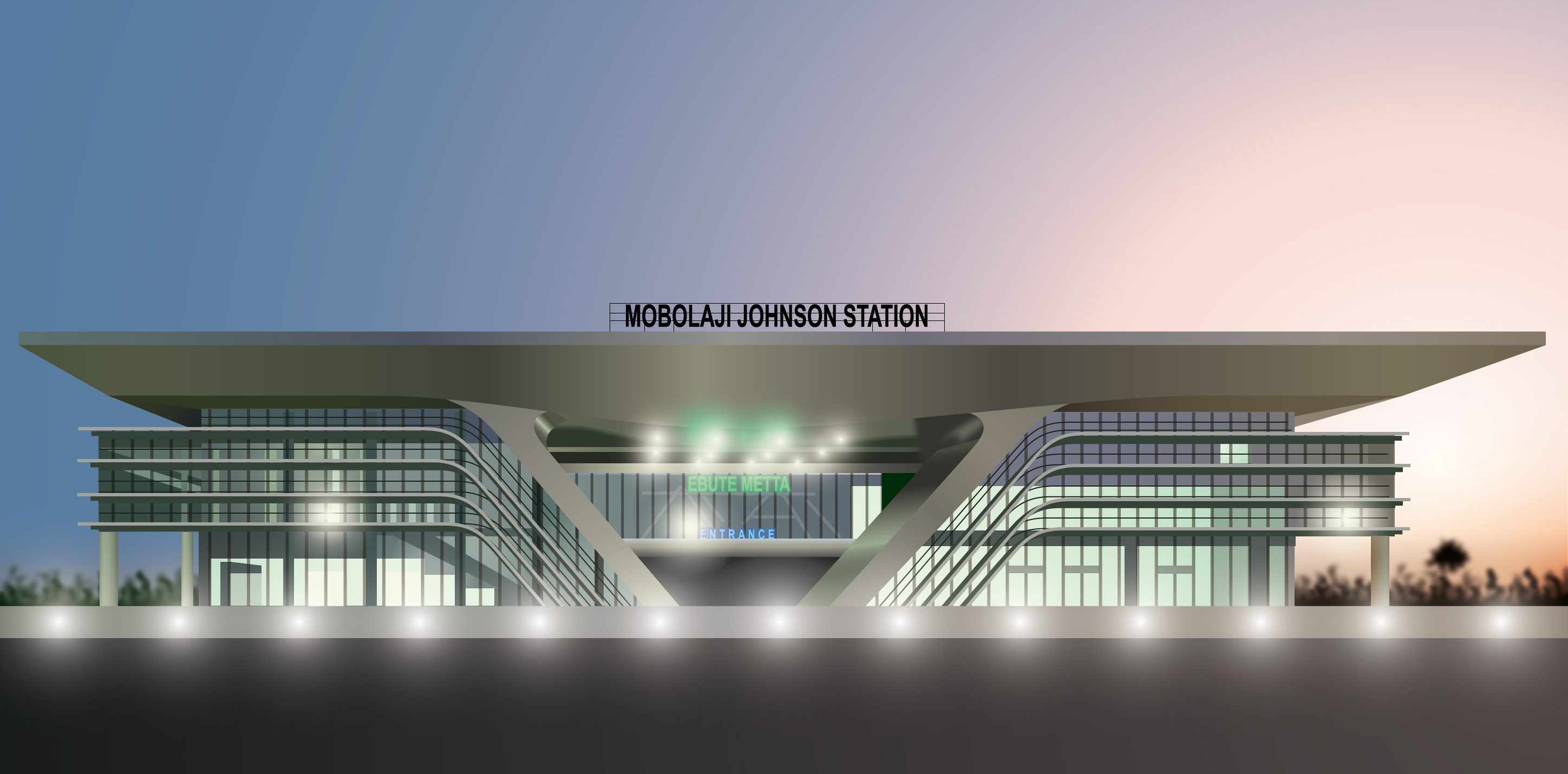
Stazione centrale di Lagos, Mobolaji Johnson

Una rete a scartamento standard si sta sviluppando nell'interno.
La più vecchia linea a scartamento standard è la linea originale di 217 chilometri da Oturkpo all'acciaieria di Ajaokuta. Una precedente linea a scartamento standard di 51,5 chilometri era in funzione tra le miniere di Itakp e l'acciaieria di Ajaokuta. Il 29 settembre 2020, un'estensione, la Warri-Itakpe Railway, è stata ufficialmente aperta dal presidente Muhammadu Buhari in una cerimonia virtuale. Nel 2018, i dipendenti della China Civil Engineering Construction che lavoravano al progetto erano stati attaccati due volte da "banditi". I treni passeggeri viaggiano sulla linea a scartamento standard dall'ottobre 2020 e i treni merci dall'aprile 2021. Anche qui ci sono piani per un'estensione: da Ajaokuta ad Abuja. Questo darebbe alla linea una lunghezza di 500 chilometri. Un altro percorso previsto va da Port Harcourt a Makurdi per una lunghezza di 463 chilometri.
Nel febbraio 2011, la costruzione della linea Abuja-Kaduna è stata avviata dalla società di costruzioni cinese CCECC e la sua inaugurazione ha finalmente avuto luogo il 26 luglio 2016. Il costo totale è stato di 870 milioni di dollari. La linea di 186,5 chilometri, che inizia a Idu 20 chilometri a ovest del centro di Abuja, richiede due ore di viaggio per i treni ad alta velocità con una velocità massima di 100 km/h. Nell'agosto 2020, la NRC ha riferito che circa il 50% delle entrate della sua intera rete ferroviaria (circa 4.000 km) sarebbe stato generato dalla linea a scartamento standard Abuja-Kaduna (186 km). Che i nigeriani amino prendere il treno tra la capitale Abuja e la successiva città più grande Kaduna ha anche ragioni molto serie. Infatti, l'"autostrada" tra le due città è un obiettivo costante per gli scippatori. Un viaggio in treno è quindi l'alternativa più sicura all'automobile per gli abitanti di entrambe le città. Nel 2019, un viaggiatore del treno dice: "Sono stato rapito e ora viaggio solo in treno!" Anche le celebrità sono colpite: Recentemente, il 20 novembre 2021, il candidato governatore dello Stato di Zamfara Sagir Hamidu è morto in una rapina sulla suddetta autostrada Abuja-Kaduna. La viaggiatrice in treno Agatha Ameh dice: "Alcune persone viaggiano ancora su strada perché è più economico. Preferisco il servizio ferroviario in qualsiasi giorno e a qualsiasi ora. È più sicuro, più facile e anche più veloce". Elogia in particolare la piattaforma di e-ticketing sulla tratta Abuja-Kaduna.

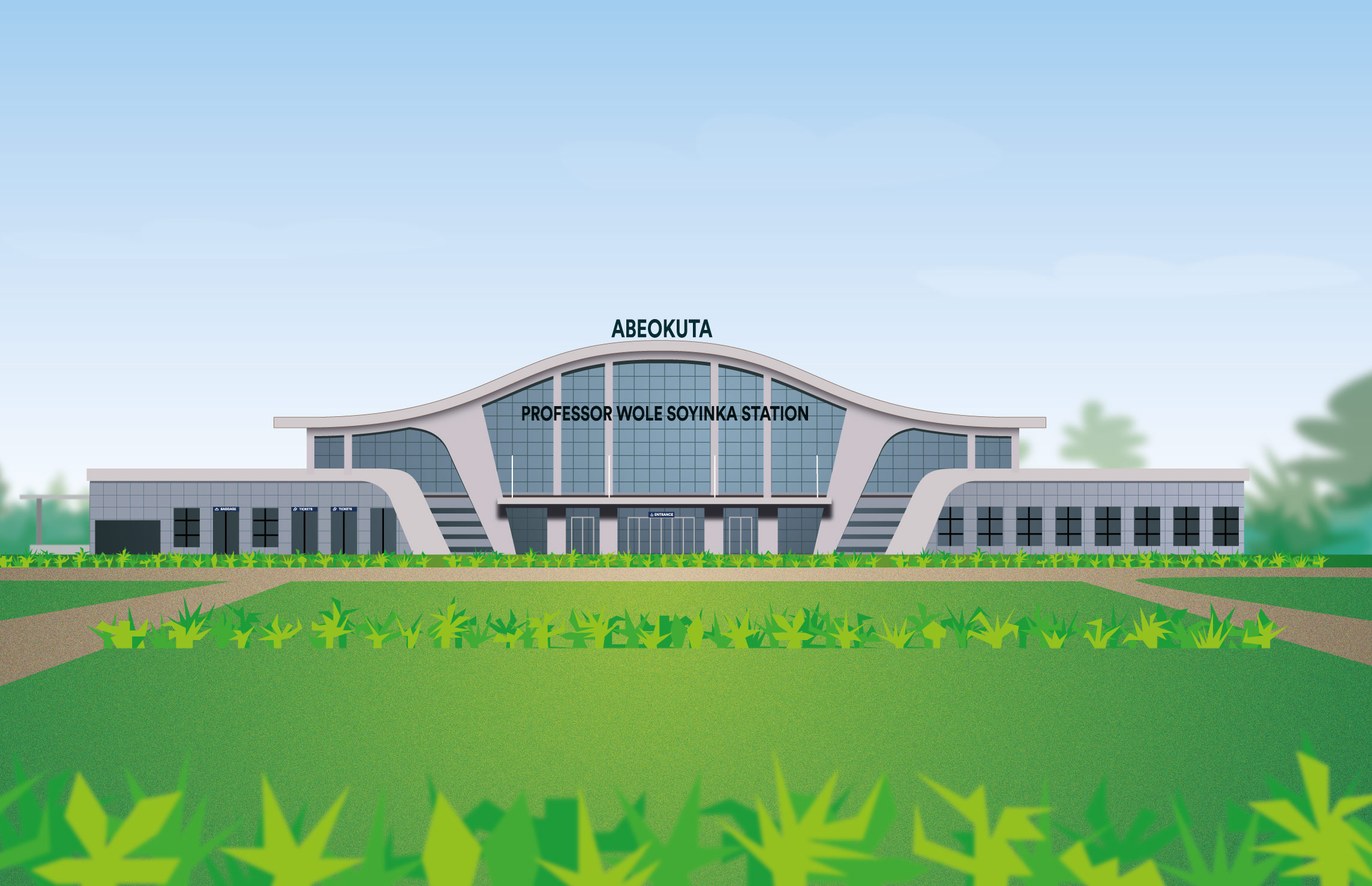
Stazione Abeokuta

La linea a doppio binario Lagos-Ibadan è in costruzione dal marzo 2017 da parte della CCECC ed è stata inaugurata alla nuova stazione centrale di Lagos il 10 giugno 2021. È lunga 157 km e passa per Abeokuta. È la prima linea a doppio binario a scartamento standard dell'Africa occidentale. Un viaggio Lagos-Ibadan dura due ore e mezza, la metà dell'equivalente viaggio in auto. Tutti gli scompartimenti (classe standard, business class e prima classe) sono dotati di aria condizionata e di tre schermi aerei. I sedili al finestrino sono dotati di prese di corrente e stazioni di ricarica USB. Le critiche sono rivolte al fatto che i biglietti non sono disponibili online e solo dietro pagamento in contanti, e che ci sono solo due viaggi al giorno in ogni direzione. I binari esistenti di Cape Gauge saranno utilizzati dalla "Red Line" della Lagos Light Rail, che è attualmente in costruzione.
Lungo tutte le nuove linee a scartamento standard sono stati costruiti moderni edifici di stazione. La nuova stazione principale di Lagos, Mobolaji Johnson, per esempio, offre sale d'attesa con aria condizionata, accesso per disabili ai binari, tabelloni simili a quelli dell'aeroporto con gli orari di partenza, bagni puliti, personale addestrato per le emergenze mediche, ecc.

### Scartamento ridotto
Dal 1912, una linea ferroviaria con uno scartamento di 762 mm e una lunghezza di 194 chilometri era in funzione tra Zaria e Jos. Questa linea fu chiusa e smantellata nel 1957.

## Materiale rotabile
La NRC possiede quasi 200 locomotive diesel, di cui fino al 75% non sono in servizio. Inoltre, possiede 54 locomotive di manovra, 480 vagoni passeggeri e 4900 vagoni merci. Meno del 50% dei vagoni sono in condizioni operative.
Per i passeggeri, i treni passeggeri sono operati con vagoni letto, vagoni di 1ª classe con aria condizionata e vagoni di 2ª classe senza aria condizionata. I treni da e per Lagos hanno anche vagoni ristorante.
Nel 2010 è stato rinnovato il parco macchine di trazione. La NRC ha acquistato 25 nuove locomotive a sei assi del tipo C25 dalla General Electric.

## Dettagli tecnici
L'NRC usa il cosiddetto accoppiamento ABC, che è derivato dall'accoppiamento Janney. Il sistema di frenatura usato dalla NRC è un sistema di frenatura a vuoto, che è anche usato da altre compagnie ferroviarie in tutto il mondo.